# XVIII Concilio de Toledo
El décimo octavo Concilio de Toledo fue el último de los Concilios de Toledo convocado en la Hispania visigoda antes de la conquista musulmana y quizás, el último del Siglo de los Concilios. 
Las actas de este concilio están perdidas desde siempre, por lo cual se desconoce la fecha exacta de su celebración, los prelados que participaron y las cuestiones tratadas. 
Algunos autores 
lo mencionan como celebrado durante el reinado conjunto de Égica y Witiza, esto es, entre los años 698 y 702, presidido por el obispo de Toledo Félix, basándose en la Crónica mozárabe de 754; 
otros dicen que fue presidido por Gunderico en el primer año del reinado de Witiza, tomando como fuente el catálogo toledano publicado por Juan Bautista Pérez.
A mediados del siglo XIII Rodrigo Jiménez de Rada mencionaba que había sido celebrado en la iglesia pretoriense de San Pedro y San Pablo de Toledo, anotando la ausencia de las actas del concilio en la recopilación conciliar iniciada por Isidoro de Sevilla y continuada por Julián de Toledo, 
pero en el siglo XVIII Enrique Flórez publicaba en la España sagrada un pergamino manuscrito del s. X hallado por el padre Martín Sarmiento en el monasterio de Celanova, en el que se daba cuenta de todos los concilios celebrados hasta entonces, incluido el XVIII de Toledo, y conjeturaba que si en esta fecha se conocía de su existencia, tal vez sus actas estuvieran en algún otro códice desconocido. 
El pergamino, en el que se podía leer que concurrieron más de 50 obispos, fue trasladado al seminario de Sigüenza, en el que durante años se pensó que había sido destruido por un incendio en 1936 durante la guerra civil española hasta que fue redescubierto en los años 80.
Acerca del contenido y del motivo de la desaparición de las actas, historiadores modernos sugirieron que al producirse la invasión musulmana poco tiempo después de la celebración del concilio, no hubo tiempo material para recoger sus contenidos en la recopilación conciliar hispana, 
o que en el concilio no se trató de asuntos eclesiásticos, sino civiles. 
Otra hipótesis dice que fueron deliberadamente destruidas debido a que contenían cánones polémicos o heterodoxos, probablemente relativos al matrimonio de los eclesiásticos en aprobación de los cánones del Concilio Quinisexto, y que en época del rey Fruela I de Asturias fueron formalmente repudiados.